# Кочура Олександр Григорович
Олекса́ндр Григо́рович Кочу́ра (нар. 7 березня 1986, Кіровоград) — колишній український футболіст, півзахисник.

## Життєпис
Олександр Кочура народився 7 березня 1986 року. У чемпіонаті ДЮФЛ України виступав за кіровоградські команди «Зірка» (31 матч, 6 голів) та «Олімпік» (41 матч, 7 голів).
Дебютував в основній команді «Зірки» 11 вересня 2004 року в матчі з мелітопольським «Олкомом» (1:2). На початку 2007 року перейшов у «Нафтовик» (Долина), але не зміг пробитись до основного складу й улітку того ж року повернувся в Кіровоград, в «Олімпік».
Улітку 2008 року повернувся в «Зірку», де швидко став лідером команди й у першому ж сезоні допоміг клубу вийти до Першої ліги, де продовжив бути основним гравцем команди, через що його запримітив лідер Першої ліги ПФК «Олександрія», куди він перейшов у лютому 2010 року. Проте в новій команді Кочура не зміг стати основним гравцем і рідко проводив на полі весь матч, тому після завершення сезона повернувся в рідну «Зірку».
5 вересня 2011 року матч чемпіонату Першої ліги проти «Кримтеплиці» для Олександра Кочури став ювілейним, сотим у складі кіровоградської «Зірки» в чемпіонатах та Кубках України. Усього за кіровоградську «Зірку» Кочура зіграв 117 матчів, забив 40 м'ячів.
Улітку 2012 року перейшов в «Оболонь», яка тільки вилетіла до Першої ліги.
У грудні 2016 року завершив кар'єру гравця через проблеми зі здоров'ям.